# لايندن (نيويورك)
لايندن (بالإنجليزية: Lyndon, New York)‏ هي بلدة أمريكية تقع في الولايات المتحدة في مقاطعة كاتاروغوس، نيويورك. يقدر عدد سكانها بـ 707 نسمة ومساحتها 86.1 كم2 وترتفع عن سطح البحر 603 متر.